# Правый Ямсовей
Правый Ямсовей — река в России, протекает по территории Пуровского района Ямало-Ненецком автономном округе. Устье реки находится в 126 км по правому берегу Большого Ямсовея. Длина реки — 26 км.

## Данные водного реестра
По данным государственного водного реестра России относится к Нижнеобскому бассейновому округу, водохозяйственный участок реки — Пур. Речной бассейн реки — Пур.
Код объекта в государственном водном реестре — 15040000112115300059835.